# Ingolf Fjeld
Ingolf Fjeld er en dansk dokumentarfilm fra 1981, der er instrueret af Dolfi Rotovnik.

## Handling
En dansk/engelsk ekspeditions forsøg på at bestige den 2560 høje sydvæg af Ingolf fjeld, der ligger 150 km nordøst for Angmagssalik, Østgrønland. Filmen indeholder scener med sejlads på fjorden, lejrliv, klatring, laviner og vejrlig.